# Liste der Präsidenten der Universität Nantes
Die Liste der Präsidenten der Universität Nantes führt alle Personen auf, die das Amt des Präsidenten der Universität Nantes ausgeübt haben.

## Präsidenten
| Name                | von  | bis  |
| ------------------- | ---- | ---- |
| Jean-Pierre Kerneïs | 1971 | 1975 |
| Loic Sparfel        | 1975 | 1979 |
| Jacques Vilaine     | 1979 | 1985 |
| Paul Malvy          | 1985 | 1988 |
| Serge Renaudin      | 1988 | 1992 |
| Jacques-Henri Jayez | 1992 | 1997 |
| Yann Tanguy         | 1997 | 2002 |
| François Resche     | 2002 | 2007 |
| Yves Lecointe       | 2007 | 2012 |
| Olivier Laboux      | 2012 | 2020 |
| Carine Bernault     | 2020 | 2024 |